# Dubbelgångaren (José Saramago)
Dubbelgångaren (2001, portugisiska originalets titel "O Homem Duplicado"), en roman av den portugisiske nobelpristagaren i litteratur år 1998 José Saramago. 
Den handlar om Tertuliano Maximo Afonso, en frånskild gymnasielärare i historia. Han är uttråkad och går en dag och hyr en film, och när han ser på den upptäcker han att en av skådespelarna är en till utseendet exakt kopia av honom. 
Boken är översatt till svenska av Hans Berggren.
2013 filmatiserades boken med titeln Enemy av Denis Villeneuve med Jake Gyllenhaal i rollen som Adam Bell och hans dubbelgångare, Anthony Clair.